# Franz Adolf von Gordon
Franz Adolf Theobald Julius von Gordon (* 14. Oktober 1865 auf Gut Polnisch-Konopath, Kreis Schwetz; † 15. Juni 1942 auf Schloss Laskowitz, Kreis Schwetz) war preußischer Gutsbesitzer und Politiker.

## Herkunft und Familie
Franz Adolf von Gordon entstammte einem alten schottischen Adelsgeschlecht mit gleichnamigem Stammhaus in der Grafschaft Berwickshire, das seit Ende des 12. Jahrhunderts urkundlich nachweisbar ist und dessen direkte Stammreihe im Jahr 1305 begann. John Gordon kam 1716 nach Polen und dessen Sohn Joseph von Gordon erhielt 1760 die preußische Adelsbestätigung.
Franz Adolf von Gordon war der Sohn des Mitglieds des Reichstages Franz August von Gordon (* 8. August 1837 auf Gut Laskowitz, Kreis Schwetz; † 17. November 1896 in Berlin) und Hildegard von Rohr (* am 12. April 1844 auf Gut Wolletz; † 12. Juni 1922 in Berlin-Schlachtensee), die zweite Tochter des Gutsbesitzers und königlich preußischen Ritterschaftsrats Theobald von Rohr, Gutsherr auf Ganzer, Wolletz und Künkendorf, und der Alberta von Wedel-Parlow.
Er heiratete in erster Ehe am 18. September 1890 in Brandenburg an der Havel (Brandenburg) Magdalene von Hassel (* 5. Juni 1872 in Trier, Rheinprovinz; † 30. Oktober 1942 in Potsdam, ⚮ am 3. Januar 1906), die Tochter des königlich preußischen Generalleutnants z.D. Friedrich von Hassel und der Else Thormann.
Zum Zeitpunkt der Eheschließung lebte das Paar in Brandenburg (Havel), Franz von Gordon war dort Sekondeleutnant beim Kürassier-Regiment „Kaiser Nikolaus I. von Russland“ (Brandenburgisches) Nr. 6. Gemeinsam hatten sie sechs Kinder:
- Franz Adolf Friedrich von Gordon (* 3. Januar 1892-† 3. September 1939)[5][6]  ⚭ am 10. August 1919 Marie Luise Gräfin von Klinckowstroem (10. August 1896)[7] (DAG),[8] sämtlich Erben auf Laskowitz
  - Franz Adolf John von Gordon (* 25. September 1920; † 30. Juni 1941)
  - Adolf Franz Alexander von Gordon (* 21. Dezember 1921; † 20. April 1943)
  - Eberhard Franz Thure von Gordon (* 11. Januar 1923; † 29. Januar 1945)
- Marieluise von Gordon ⚭ Richard Kraemer (* 16. April 1885)
- Adolf von Gordon (* 7. August 1894; † 15. Dezember 1914)
- Friedrich von Gordon (* 8. April 1896; † 28. Januar 1945) ⚭ Irene Erna von Klinckowstroem (* 20. August 1899)
- Magda von Gordon (* 16.4.1897), Johanniterschwester, wohnhaft in Potsdam
- Edmund Franz von Gordon (* 3. Oktober 1901 in Laskowitz; † 22. September 1986 Andernach, ⚰ Friedhof Dierdorf), Schriftsteller[9] ⚭ am 31. August 1943 mit Marie Antonia Erbprinzessin zu Wied, geb. Gräfin zu Stolberg-Wernigerode (* 6. Februar 1909 Burgschloß (Várpalota), Ungarn; † 24. Januar 2003 Dierdorf, ⚰ Friedhof Dierdorf), die zuvor in erster Ehe vom 29. April 1930 bis zu seinem Tod mit Erbprinz Hermann Wilhelm Friedrich zu Wied (* 18. August 1899 in Potsdam; † 5. November 1941 in Rzeszow/Polen, ⚰  Familienfriedhof Neuwied-Monrepos), Sohn der Prinzessin Pauline von Württemberg und Friedrich Fürst zu Wied, verheiratet war. Sie hatten zwei Kinder:[4]
  - Petronella von Gordon (* 1944)
  - Patrick von Gordon (* 1953)

In zweiter Ehe heiratete Franz Adolf von Gordon am 18. Januar 1906 in London Hedwig von Katzler (* 6. November 1881 auf Gut Goy bei Ohlau, Niederschlesien; † 5. April 1946 in Berlin), die Tochter des Adolf von Katzler (Haus Wiedersee, Landkreis Graudenz, Westpreußen) aus dem Adelsgeschlecht derer von Katzler und der Helene von Keltsch und Riemberg (Haus Skarsine). Aus dieser Ehe gingen hervor:
- Alexander Franz Adolf von Gordon (* 22. Oktober 1907), Landwirt und Hauptmann a. D. ⚭ Ursula Graß (* 22. April 1916)
- Hans von Gordon (* 10. November 1908; † 1946/1947)
- Hedwig von Gordon (* 3. September 1912) ⚭ Roland Hoffmann (⚮ 1935 Wien, führte wieder den Geburtsnamen)

## Leben
Gordon studierte an der Ruprecht-Karls-Universität Heidelberg. 1887 wurde er Mitglied des Corps Saxo-Borussia Heidelberg. Franz von Gordon war auch Correspondent der Studentenverbindung Hansea für den Bezirk West-Preussen. Er wurde zuletzt königlich preußischer Rittmeister, Fideikommissherr auf Gut Laskowitz, Ehrenritter des Johanniterordens und für die Grundbesitzer von Süd-Pomerellen, wie vormals sein Vater, von 1898 bis 1918 Mitglied des Preußischen Herrenhauses auf Lebenszeit. Privat zeigte er Interesse am aufkommenden Automobilwesen.
Sein zum Fideikommiss bestimmtes Gut, nachfolgend ein Allodgut, übergab er bereits zu Lebzeiten, vor 1928, seinem ältesten Sohn aus erster Ehe. Laskowitz gehörte seit 1828 den Vorfahren.